# Ben Konaté
Ben Mamadou Konaté (Abidjan, 27 dicembre 1986) è un ex calciatore ivoriano naturalizzato equatoguineano, di ruolo centrocampista.

## Carriera

### Club
Ben inizia la sua carriera nell'ASEC Mimosas (la stessa squadra in cui cominciò la sua carriera Romaric), per poi trasferirsi in Marocco, al KAC Marrakech. Nel 2008 si trasferisce nella Guinea Equatoriale, all'Atlético Semu. Dopo un anno va ai The Panthers Football Club. Nel gennaio 2013 si trasferisce in Iraq, all'Al Quwa Al Jawiya Football Club.

### Nazionale
Nel gennaio del 2012 viene convocato dal CT Gílson Paulo per la Coppa delle nazioni africane 2012, dove ottiene ottime prestazioni, attirando anche l'attenzione di prestigiosi club europei, tra cui il Benfica Il 14 ottobre 2012 segna il suo primo gol in nazionale, nella vittoria per 2-1 contro la Repubblica Democratica del Congo.